# Dais
Dais es un género con 24 especies de plantas  pertenecientes a la familia Thymelaeaceae.

## Especies seleccionadas
- Dais anthylloides
- Dais argentea
- Dais canescens
- Dais coccinea
- Dais cotinifolia